# Anomis privata
Anomis privata là một loài bướm đêm trong họ Erebidae.

## Hình ảnh

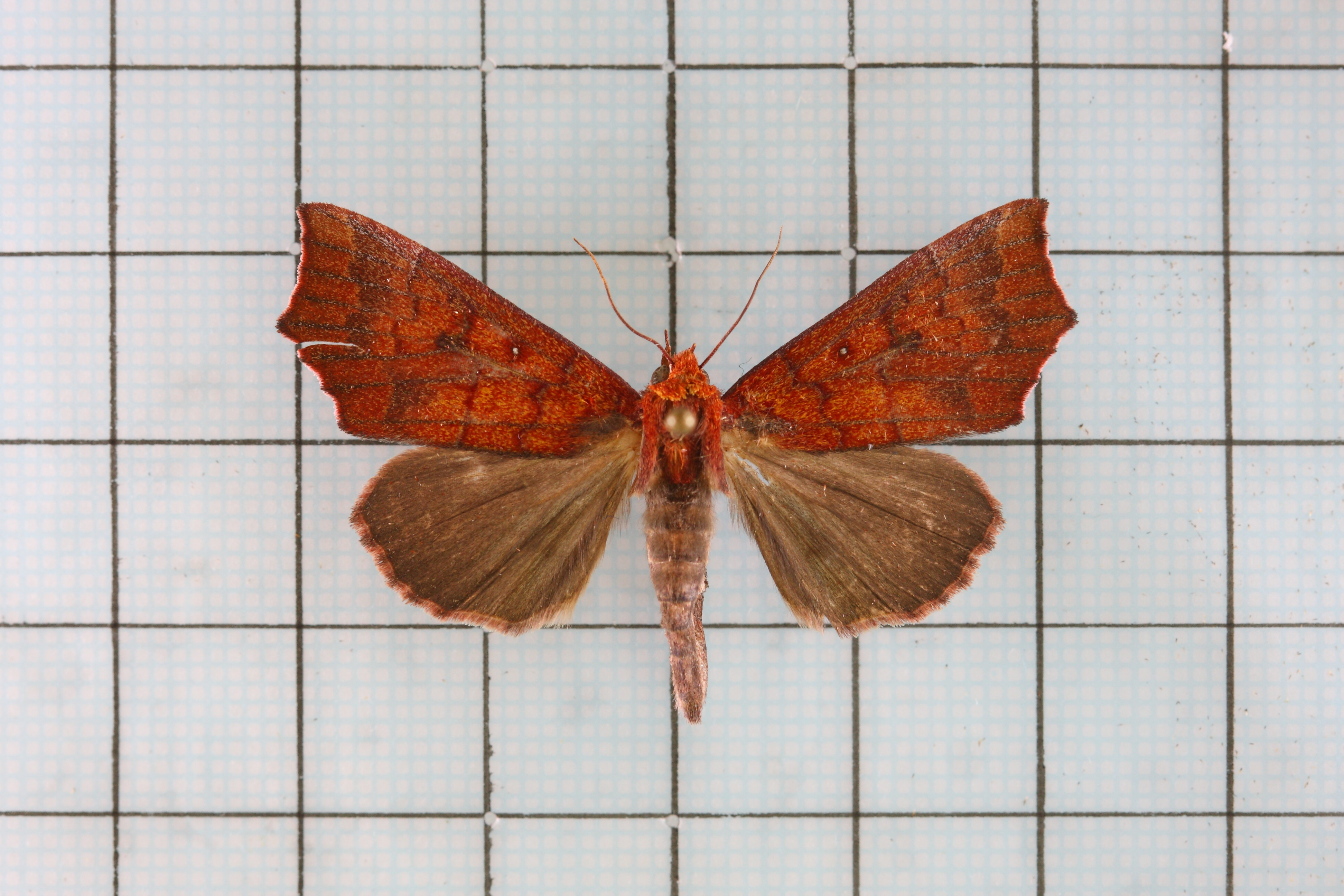